# Alveolophragmium
Alveolophragmium, en ocasiones denominado erróneamente Alveophragmium, es un género de foraminífero bentónico de la subfamilia Alveolophragmiinae, de la familia Cyclamminidae, de la superfamilia Loftusioidea, del suborden Loftusiina y del orden Loftusiida. Su especie tipo es Alveolophragmium orbiculatum. Su rango cronoestratigráfico abarca el Holoceno.

## Discusión
Clasificaciones previas incluían Alveolophragmium en el suborden Textulariina del orden Textulariida o en el orden Lituolida.

## Clasificación
Alveolophragmium incluye a las siguientes especies:
- Alveolophragmium advenum
- Alveolophragmium arenaceum
- Alveolophragmium becki
- Alveolophragmium caraensis
- Alveolophragmium indicum
- Alveolophragmium macellarii
- Alveolophragmium ochotonensis
- Alveolophragmium orbiculatum
  - Alveolophragmium orbiculatum ochotense
- Alveolophragmium peruvianum
- Alveolophragmium orbiculatum
- Alveolophragmium planum
- Alveolophragmium polarensis
- Alveolophragmium scitulum
- Alveolophragmium simplex
- Alveolophragmium subglobosus
- Alveolophragmium venezuelanum
- Alveolophragmium zealandicum

Otras especies consideradas en Alveolophragmium son:
- Alveolophragmium crassimargo, aceptado como Cribrostomoides crassimargo
- Alveolophragmium jeffreysii, aceptado como Cribrostomoides jeffreysii
- Alveolophragmium ringens, aceptado como Buzasina ringens
- Alveolophragmium subglobosum, aceptado como Cribrostomoides subglobosum